# Чиплак, Дженгиз
Дженгиз Чиплак (тур. Cengiz Çiplak, 12 марта 1983, Эдмонтон, Канада) — канадский и турецкий хоккеист (хоккей с шайбой), центральный нападающий, тренер. Выступает за сборную Турции по хоккею.

## Биография
Дженгиз Чиплак родился 12 марта 1983 года в канадском городе Эдмонтон.
Начал заниматься хоккеем в Канаде. На юношеском уровне выступал на позиции нападающего за команды юниорских майнор-лиг: «Скрэткона Уорриорз», «САС Канадиенс» (AEHL), «Сент-Альберт Сейнтс» (AJHL) и «Викториявилл Тайгерс» (QMJHL). В сезоне-1998/1999 показал высший результат в карьере, в 36 матчах забросив 34 шайбы и сделав 28 результативных передач.
В сезоне-2002/2003 дебютировал в сборной Турции среди игроков до 20 лет. В третьем дивизионе юниорского чемпионата мира провёл 4 матча, набрав 12 (9+3) очков.
Впоследствии играл за сборную Турции, в 2004 и 2006 годах помог ей подняться из третьего дивизиона чемпионата мира во второй. По данным Eliteprospects, на чемпионатах мира 2004—2007 и 2019 годов Чиплак сыграл 27 матчей, набрал 39 (28+11) очков, оставаясь самым результативным хоккеистом в истории национальной команды. На чемпионате мира в третьем дивизионе в 2004 году и в группе «А» второго дивизиона в 2007 году он был признан лучшим нападающим турнира. На чемпионате мира 2012 года в третьем дивизионе был ассистентом главного тренера сборной Турции.
Чиплак обладает рекордом матчевой результативности сборной Турции, после того как забросил пять шайб в поединке с Люксембургом.
На клубном уровне в Турции играл за «Коджаэли ББК Спор» (2005/2006, играющий тренер — 2011/2012) и «Зейтинбурну Беледийе» (2018/2019).